# Vysoká (Malá Morava)

Vysoká, till 1948 Nová Ves (tyska Neudorf-Alt även Neudorf I, i folkmun även Schubert-Neudorf) är en by i kommunen Malá Morava i Tjeckien. Den ligger sex kilometer nordväst om Hanušovice och tillhör Šumperk.